# Даль, Магнус
Магнус Даль (норв. Magnus Dahl; род. 28 сентября 1988, Осло) — норвежский гандболист, выступающий за датский клуб ГК Скьерн. Выступал за сборную Норвегии. Даль объявил что завершает профессиональную карьеру после сезона 2016/17. 

## Карьера

#### Клубная
Магнус Даль начал профессиональную карьеру в Нордстранн Гандбол, за который выступал до 2006 года. В 2006 году Даль перешёл в норвежский клуб Фолло. В 2007 году Магнус Даль перешёл в Фюллинген Берген. В 2010 году Магнус Даль перешёл в ГК Париж Гандбол. В 2012 году Даль перешёл в ГК Атлетико Мадрид. В связи с тем, что Атлетико Мадрид перестал существовать, в 2013 году Магнус Даль перешёл в немецкий Ветцлар. 1 февраля 2015 году Даль перешёл в шведский Кристианстад. С сезона 2015/16 Магнус Даль переходит в ГК Скьерн. 22 февраля стало известно, что Магнус Даль завершает профессиональную карьеру.

#### В сборной
Магнус Даль выступает за сборную Норвегии. Дебютировал Даль за сборную Норвегии 29 октября 2009 года, в матче против Германии. Всего за сборную Норвегии Магнус Даль сыграл 53 матча. 

## Титулы
- Обладатель кубка Дель Рей: 2013
- Обладатель кубка Дании: 2016